# Kościół Matki Bożej Szkaplerznej w Golinie
Kościół Matki Bożej Szkaplerznej w Golinie – rzymskokatolicki kościół parafialny należący do parafii pod tym samym wezwaniem (dekanat goliński archidiecezji gnieźnieńskiej).
Budowa świątyni została rozpoczęta w 1981 roku. Projektantem kościoła był poznański architekt Aleksander Holas. Po pięciu latach, w 1986 roku, świątynia była już gotowa do sprawowania Eucharystii i otrzymała nowe wezwanie – Matki Bożej Szkaplerznej zamiast św. Jakuba Apostoła. Kościół został poświęcony 19 października 1986 roku przez biskupa Jana Zarębę. Świątynia jest obszerna i nowoczesna, charakteryzuje się surową ciekawą bryłą architektoniczną. Posiada dwie kondygnacje: „kościół dolny” jest przeznaczony do celebrowania liturgii zmarłych, natomiast „kościół górny” to miejsce odprawiania codziennych i niedzielnych mszy świętych. W kościele jest umieszczona część zabytkowego wyposażenia pochodzącego ze starej świątyni, m.in. pasyjka drewniana znajdująca się na wielkim krzyżu nad ołtarzem, przebudowane organy, monstrancja powstała pod koniec XVII wieku a także obraz Matki Bożej Szkaplerznej.